# 화탄향

화탄 향의 위치

화탄향(한국어: 화단향, 중국어: 花壇鄉, 병음: Huātán Xiāng)은 중화민국 장화 현의 향이다. 넓이는 36.3469km2이고, 인구는 2015년 8월 기준으로 45,884명이다.

## 교통
- 타이완 철로관리국 종관선